# Lygosoma veunsaiensis
Espèce
Lygosoma veunsaiensis est une espèce de sauriens de la famille des Scincidae.

## Répartition
Cette espèce est endémique de la province de Rattanakiri au Cambodge.

## Description
Lygosoma veunsaiensis à des pattes extrêmement courtes et sa queue est plus longue que son corps. Sa peau a la particularité de présenter une iridescence.

## Étymologie
Son nom d'espèce, composé de veunsai et du suffixe latin -ensis, « qui vit dans, qui habite », lui a été donné en référence au lieu de sa découverte : la réserve de Veun Sai-Siem Pang.

## Publication originale
- Geissler, Hartmann & Neang, 2012 : A new species of the genus Lygosoma Hardwicke & Gray, 1827 (Squamata: Scincidae) from northeastern Cambodia, with an updated identification key to the genus Lygosoma in mainland Southeast Asia. Zootaxa, no 3190, p. 56–68.